# Teorema di Morera
In matematica, in particolare in analisi complessa, il teorema di Morera fornisce un importante criterio per determinare se una funzione è olomorfa. Prende il nome da Giacinto Morera.

## Enunciato
Se {\displaystyle f(z)} è una funzione continua in un dominio {\displaystyle A} aperto e se:
{\displaystyle \oint _{\gamma }f(z)dz=0}
per ogni curva rettificabile chiusa {\displaystyle \gamma } tutta contenuta in {\displaystyle A}, allora la funzione {\displaystyle f(z)} è olomorfa in {\displaystyle A}.
Se si parametrizza {\displaystyle \gamma } con la funzione {\displaystyle z:[0,T]\to A} si può scrivere:
{\displaystyle \int _{0}^{T}f(z(t)){\dot {z}}(t)dt=0}
con {\displaystyle {\dot {z}}(t)} la derivata di {\displaystyle z}. Si tratta dell'integrazione di una 1-forma, e il teorema si può generalizzare al caso n-dimensionale.
L'inverso del teorema non vale, a meno che non si compiano ulteriori assunzioni. Ad esempio, richiedendo che {\displaystyle A} sia semplicemente connesso si ottiene il Teorema integrale di Cauchy, che afferma che per ogni curva chiusa e regolare a tratti contenuta in {\displaystyle A} l'integrale di linea di una funzione olomorfa lungo tale curva è nullo.

## Dimostrazione
È sufficiente dimostrare che se l'integrale di {\displaystyle f(z)} è nullo su qualsiasi curva {\displaystyle \gamma \subset A} allora {\displaystyle f(z)} ammette una primitiva, ovvero che esiste una funzione {\displaystyle F(z)} tale che:
{\displaystyle {\frac {dF(z)}{dz}}=f(z)}
Infatti se tale {\displaystyle F(z)} esiste essa è analitica (dato che è derivabile e quindi valgono le condizioni di Cauchy-Riemann) e per il teorema di rappresentazione integrale essa ammette infinite derivate analitiche, pertanto {\displaystyle f(z)} è analitica. 
Per dimostrare l'esistenza della primitiva si fissa all'interno della curva {\displaystyle \gamma } un triangolo {\displaystyle ABC} con {\displaystyle A\equiv z_{0};B\equiv z;C\equiv z+h}. Per ipotesi si può quindi scrivere:
{\displaystyle \int _{z_{0}}^{z}{f\left(w\right)dw}+\int _{z}^{z+h}{f\left(w\right)dw}+\int _{z+h}^{z_{0}}{f\left(w\right)dw}=0}
da cui, utilizzando il teorema della media, si ottiene:
{\displaystyle {\frac {\int _{z_{0}}^{z+h}{f\left(w\right)dw}-\int _{z_{0}}^{z}{f\left(w\right)dw}}{h}}=f\left(c\right)}
dove {\displaystyle c} è un punto del segmento {\displaystyle [z,z+h]}. Passando al limite per {\displaystyle h\rightarrow 0} (e quindi {\displaystyle c\rightarrow z}) si ottiene:
{\displaystyle {\frac {d}{dz}}\left[{\int _{z_{0}}^{z}{f\left(w\right)dw}}\right]=f\left(z\right)}
pertanto la funzione:
{\displaystyle F\left(z\right)=\int _{z_{0}}^{z}{f\left(w\right)dw}}
è una primitiva di {\displaystyle f(z)}.